# Schoutedenapus
A Schoutedenapus a madarak (Aves) osztályának sarlósfecske-alakúak (Apodiformes) rendjébe, ezen belül a  sarlósfecskefélék (Apodidae) családjába tartozó nem.

## Rendszerezésük
A nemet Antoon De Roo írta le 1968-ban, az alábbi 2 faj tartoznik ide:
- egér sarlósfecske (Schoutedenapus myoptilus)
- Schouteden-sarlósfecske (Schoutedenapus schoutedeni)